# Old Joy
Old Joy ist ein US-amerikanisches Filmdrama von Kelly Reichardt aus dem Jahr 2006. Es basiert auf einer Kurzgeschichte von Jonathan Raymond, die wiederum von den Fotografien Justine Kurlands inspiriert ist. Der Film wurde im Januar 2006 auf dem Sundance Film Festival uraufgeführt.

## Handlung
Mark, ein Mann aus Portland in seinen Dreißigern, hat sich mit seiner schwangeren Frau Tanya eine bescheidene, aber gesicherte Existenz aufgebaut. An einem Wochenende wird er von seinem alten Freund Kurt zu einem Ausflug zu Heilquellen in den Wäldern der Kaskadenkette in Oregon eingeladen. Kurt ist immer noch der ungebundene, kiffende Hippie, der in seinem Van durch die USA zieht und bei seinen Freunden etwas schnorrt. Die Freundschaft der beiden Männer war offenbar schon einmal lebendiger.
Kurt ist es eigentlich egal, wenn sie sich verfahren und den Weg nicht finden – Mark hatte seiner Frau dagegen versprochen, morgen Mittag wieder daheim zu sein. So übernachten sie an einem Platz im Wald, auf dem ein altes Sofa und sonstiger Müll herumstehen. Beim Bier am Lagerfeuer entsteht langsam so etwas wie eine alte Vertrautheit, aber ihre Leben haben unterschiedliche Richtungen genommen und diese Distanz ist stets spürbar – als Kurt einmal offen äußert, dass sie ja eigentlich keine richtige Freundschaft mehr hätten, weist Mark das zurück, woraufhin auch Kurt seine Worte zurücknimmt. Mark muss bemerken, dass er sich in seinem Leben mittlerweile fest an Dinge gebunden hat, aber auch Kurt ist längst nicht mehr glücklich mit seinem Vagabundenleben.
Als sie dann am nächsten Tag bei den warmen Heilquellen ankommen und sich in das heiße Wasser legen, sind sie für einen kurzen Moment ganz entspannt. Kurt beginnt Mark auf einmal zu massieren, was diesem aber zumindest etwas unangenehm ist. Nach der offenbar überwiegend wortlosen Rückfahrt, Mark hat Kurt in der Stadt abgesetzt und fährt nach Hause, zieht Kurt rastlos durch die nächtlichen Straßen.

## Hintergrund

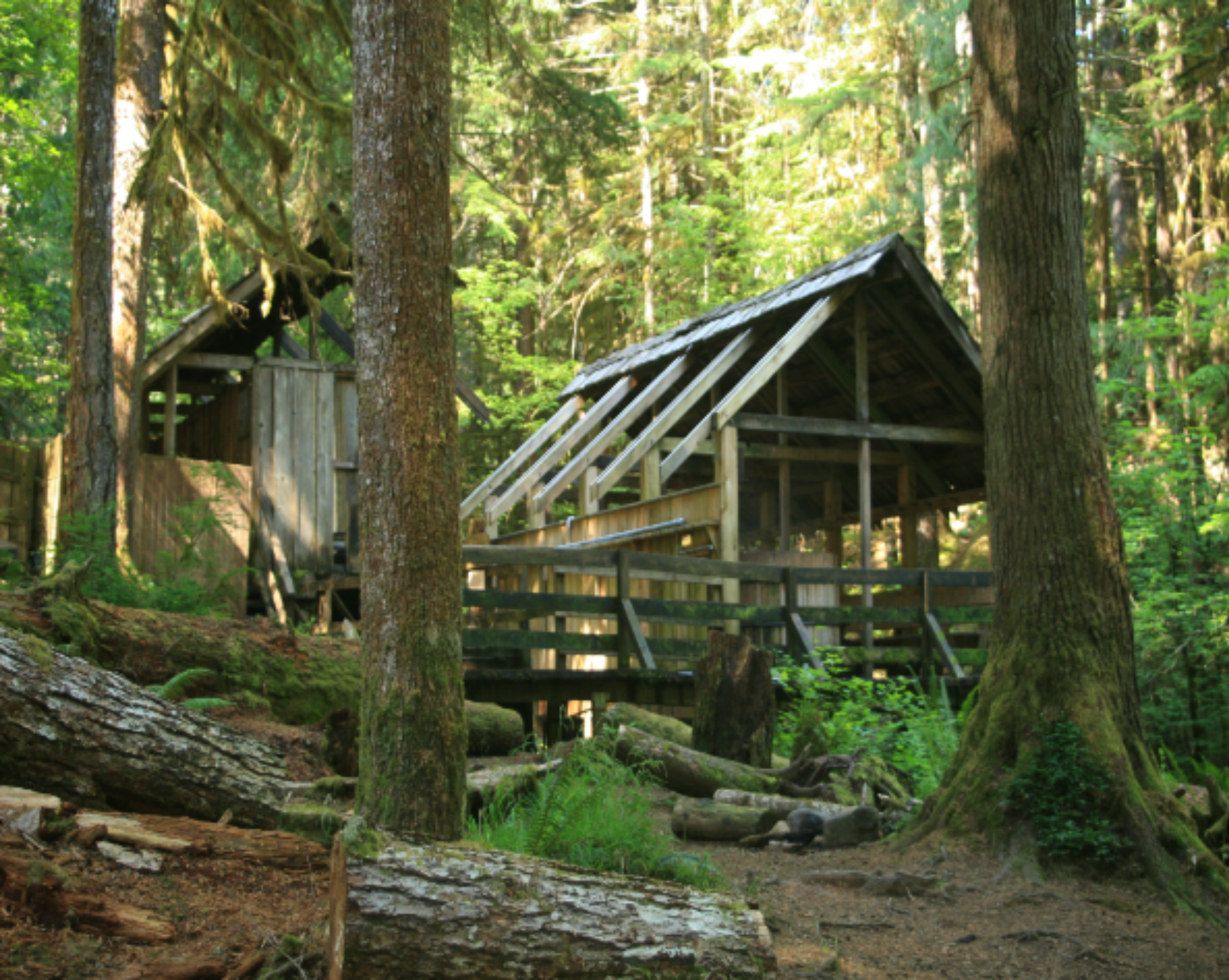
Bagby Hot Springs

Old Joy war Kelly Reichardts zweiter Spielfilm und ihr erster seit ihrem Debütfilm River of Grass im Jahr 1994. Das Budget betrug geschätzt rund 300.000 US-Dollar. Reichardt finanzierte sich den Film zum Teil, indem sie als Regisseurin an einer Staffel von America’s Next Top Model arbeitete. Der bekannte Regisseur Todd Haynes war einer der insgesamt sieben Produzenten des Filmes.
Die Quelle namens Bagby Hot Springs existiert tatsächlich im Mount Hood National Forest, allerdings sind hier – wie der Abspann verrät – komplette Nacktheit sowie Alkohol untersagt. Kelly Reichardt setzte ihren eigenen Hund Lucy als Marks Hund ein, in ihrem nachfolgenden Film Wendy and Lucy (2008) ist ihr Hund sogar eine der Hauptfiguren geworden.
Während Mark sich auf den Weg macht, um Kurt zu dem Ausflug abzuholen, hört man im Autoradio eine politische Diskussion zum Zustand der amerikanischen Gesellschaft in den Zeiten der Regierung von George W. Bush. Es wird die Schwäche der linken Politik seit den 1960er-Jahren thematisiert. Als Mark am Ende des Films Kurt wieder abgesetzt hat, geht diese Diskussion im Radio weiter. Diesmal geht es um die Verschlechterung der materiellen Lebensumstände einer „normalen“ Familie. Reichardt erklärte 2008 in dem Interview, dass man das Verlorengehen der Protagonisten im Wald auch als Verlust des amerikanischen Liberalismus deuten könne. Zudem wolle ihr Film die Frage aufwerfen, ob Personen mit alternativen Lebensentwürfen wie Kurt unter den bürgerlichen Amerikanern einen Platz haben können. Der Äußerung des Interviewers, dass Mark und Kurt verschiedene Seiten innerhalb der Demokratischen Partei oder des linken/liberalen Amerikas darstellen (der eine eher den pragmatisch-nüchternen, der andere den idealistischen, aber weniger praktischen Teil), stimmte sie zu.

## Kritik
Old Joy wurde allgemein mit sehr guten Kritiken aufgenommen und tauchte 2006 in mehreren Kritikerlisten der besten zehn Filme des Jahres auf. Er steigerte den Bekanntheitsgrad von Reichardt erheblich. Bei Metacritic besitzt er eine Durchschnittswertung von 84 von 100 Punkten.

„Wie überhaupt ‚Old Joy‘ ein wunderbares Beispiel dafür ist, wie sich im Privaten das Politische spiegelt. Angesiedelt in Oregon, einer der Hochburgen amerikanischer Alternativkultur, gibt der im Jahr 2005 entstandene und erst jetzt in Deutschland zu sehende Film ein sorgfältiges Stimmungsbild nach Bushs Wiederwahl: das Gefühl einer endgültigen Niederlage und das Zurückgeworfensein ins Einzelkämpfertum.“

„‚Old Joy‘ hat das richtige Timing. Was hätte bei einem solchen Film nicht alles schiefgehen können: Dauerten die Passagen, die Mark und Kurt beim Baden zeigen, nur ein wenig länger, wäre es ein aufgesetzter Kunstfilm. Nur wenig mehr Dialog und ‚Old Joy‘ wäre zum Laberfilm verkommen. So aber lässt man sich gern auf ein Experiment ein, das zur Kontemplation einlädt. Und zum Nachdenken darüber, wie das Leben so läuft.“

„Kelly Reichardts ‚Old Joy‘ ist wahrlich nicht der Film, der das Rad neu erfindet, aber gerade in seiner Einfachheit ist er imponierend. Es gibt nicht viele Zweipersonenstücke, die im Kino tragfähig sind, aber hier kann man einmal lernen, wie so was geht.“

## Auszeichnungen
- 2006 Tiger Award beim International Film Festival Rotterdam
- 2006 Preis der Jury beim Sarasota Film Festival
- 2006 Bester Experimental/Independent Film bei den Los Angeles Film Critics Association Awards